# Rajgurunagar (Khed)
Rajgurunagar (Khed) là một thị trấn thống kê (census town) của quận Pune thuộc bang Maharashtra, Ấn Độ.

## Nhân khẩu
Theo điều tra dân số năm 2001 của Ấn Độ, Rajgurunagar (Khed) có dân số 17.636 người. Phái nam chiếm 52% tổng số dân và phái nữ chiếm 48%. Rajgurunagar (Khed) có tỷ lệ 78% biết đọc biết viết, cao hơn tỷ lệ trung bình toàn quốc là 59,5%: tỷ lệ cho phái nam là 82%, và tỷ lệ cho phái nữ là 74%. Tại Rajgurunagar (Khed), 12% dân số nhỏ hơn 6 tuổi.